# Delfinat del Vienès
El Delfinat del Vienès (en francès Viennois) fou una jurisdicció feudal del regne de França a la moderna regió del Delfinat, amb capital a Viena del Delfinat i el nom dels dominis de la família Albon al sud del Vienès que va substituir de fet als nom de comtat d'Albon, comtat de Grenoble i comtat de Gresivaudan, així com d'altres petites senyories.

## Història
El primer comte conegut fou Delfí, comte d'Albon i Gresivaudan, vers la primera meitat del segle xi. La seva filla i hereva Delfina va aportar els dominis paterns al seu marit Guigó el Gros; el successor fou el fill comú Guigó I el Vell (vers 1029-1063) que va prendre el títol de "delfí d'Albon". El va succeir el seu fill Guigó II (1063-1075) i a aquest el fill Guigó III (1075-1133) que quan s'inclouen a la llista els primers senyors del Vienès apareix com a Guigó VIII. Aquest Guigó es va repartir el comtat de Viena o Vienne amb Savoia el 1129 el que no va resoldre el litigi sobre les terres, sinó que va provocar continuats conflictes fronterers, i en la lluita entre ambdós va morir Guigó el 1133. El seu fill Guigó IV o IX (1133-1142) fou el primer que es va titular Delfí del Vienès (Viennois).
El fill Guigó V o X era menor i la regència va quedar en mans de la mare Margarida de Borgonya fins al 1153; després va combatre sense èxit al comte de Savoia i el 1155 va reconèixer la sobirania de l'emperador alemany que li va confirmar els feus litigiosos. El 1162 va morir sense descendència i el Delfinat va passar pel matrimoni de la seva filla Beatriu (1162-1228) primer al seu marit Alberic Tallaferro, de la casa de Tolosa, comte de Sant Gèli, que tenia només 6 anys, i a la mort d'aquest el 1180 (abans de tenir fills), a Hug I de Borgonya (duc 1162-1192), amb el que es va casar en segones noces el 1183; d'Hug va néixer Andreu, que no va succeir al pare al ducat perquè aquest ja tenia fills amb la primera muller Alix de Lorena de la que s'havia divorciat el 1183 (el nou duc fou de Borgonya el fill gran, Eudes, fill d'Alix); Hug va morir el 1192 i Beatriu es va casar llavors en terceres noces amb Hug II de Coligny. A la mort de Beatriu la successió va passar al jove fill Andreu, amb el nom de Guigó VI (XI)(1228-1237), que tenia dret successori a les possessions de la mare al delfinat Viennois (Albon, Grenoble, Briançon i Gresivaudan), i fou proclamat amb només 8 anys però amb la mare al front del govern fins que al cap de 10 anys la mare va abdicar el 1202 en el seu fill (la mare encara va viure fins al 1228 com a comtessa titular); Andreu es va casar (1202) amb Beatriu, comtessa de Gap i d'Embrun (filla de Rainer I de Sabran) que havia aportat aquest comtats a Guigó com a dot matrimonial i quan es van separar el 1215 per problemes de consanguinitat, van quedar en mans del seu marit. Andreu Guigó va deixar al morir una filla, Beatriu, que va tenir del seu primer matrimoni però va deixar un fill mascle del tercer matrimoni amb una altra Beatriu filla de Guillem VI marques de Montferrat; aquest fill, Guigó VII (XII) (1237-1269), el va succeir com a delfí del Viennois, i per la seva muller Beatriu de Savoia va rebre com a dot les terres savoianes del comtat de Gap i la senyoria de Faucigny. Va morir el 1269 i el va succeir el seu fill Joan I, de sis anys, que va morir el 1281 o 1282.
Del seu matrimoni amb Bona, filla d'Amadeu V de Savoia no va deixar fills i altre cop la dinastia es va extingir, passant l'herència a sa germana Anna, casada amb Humbert senyor de la Tour du Pin; Anna va morir el 1296 o 1301. Humbert va guerrejar contra Savoia sobretot per la possessió de Bellecombe, i va morir excomunicat el 1306 o 1307. Fins aquest any no va deixar al seu fill Joan II que governés tot i que els drets de la mare li havien passat ja el 1301. El comte Joan II va fortificar la frontera amb Savoia on es varen crear nous pobles amb franquícies, que reforçaren la defensa del territori. Joan va morir el 1318 i el seu fill Guigó VIII o XIII (1319-1333) només tenia 9 anys. La regència va ser exercida per Henri Dauphin, bisbe electe de Metz, fins a l'any 1323. El 1325 va derrotar els savoians que atacaven a Hug del Genevois a Varey, prop de Pont d'Ain, i van fer importants presoners com Robert comte de Tonnerre (germà del duc de Borgonya) i Joan de Chalon comte d'Auxerre, i fins i tot el mateix comte Eduard de Savoia va ser fet presoner però va ser alliberat pels seus en el darrer moment. Va morir el 1333 en combat contra els savoians i el va succeir el seu germà de 20 anys Humbert II (1333-1349) que va viure amb gran luxe i va malgastar molts diners en una croada que no es va fer. Després de la mort del seu únic fill Andreu, Humbert va veure que no tindria més fills i des del 1337 va planejar de cedir els seus dominis per pagar els deutes. El primer candidat a la compra va ser el Papa Benet XII però l'operació no va reeixir i el comprador final va ser Felip VI de França el 1349. Va morir el 1355.
La seva germana Beatriu, casada amb el comte d'Alvèrnia, va tenir un fill de nom Delfí, que va originar la branca dels delfins d'Alvèrnia.
El Delfinat fou donat llavors als hereus aparents de la corona francesa, i el títol de delfí s'assimilà al d'hereu i encara avui dia un "delfí" és el suposat substitut d'un càrrec, nomenat o insinuat per aquest mateix. Els hereus francesos poques vegades 
van visitar el territori.
Del 1349 al 1355 encara hi va haver guerres amb Savoia però el 1355 el rei de França i el comte de Savoia van ajustar la pau (Pau de París, 5 de gener de 1355) per le qual el Delfinat renunciava a Faucigny a canvi de totes les terres savoianes a l'oest de Guiers. Carles, fill de Joan el Bo de França, que havia estat al país fins al 1352, va aprofitar l'estatus del territori el 1356, doncs com que era un feu de l'Imperi li donava llibertat per recollir els diners del rescat del rei Joan que havia estat fet presoner a la batalla de Poitiers aquell mateix any. Els altres delfins rarament van estar mai al país. Dinou governadors es van succeir del 1352 al 1461 dels quals només dos eren del territori: Aimar de Valentinois a la segona meitat del segle xiv, i François de Sassenage de 1416 à 1420. El governador Charles de Bouville fou acusat de molts crims i va haver de fugir i va morir el 1385.
Després de la batalla d'Azincourt el 1415 el príncep d'Aurenja Lluís II de Chalon, que era comte del Franc-comtat, va voler ocupar el Delfinat de manera que les terres d'Aurenja i les de Franc Comtat no quedessin separades, i va rebre ajuda del duc de Borgonya i del comte de Savoia Amadeu VIII. El governador del Delfinat, Raoul de Gaucourt, estava en alerta i havia contractat els serveis d'un mercenari castellà anomenat Rodrigo de Villadrando. L'11 de juny de 1430 les forces del mercenari i les del príncep d'Aurenja es van enfrontar a Anthon, al nord-est de Cremieu i el castellà va obtenir la victòria que va posar fi a l'episodi. El 1447 va establir-se al país el delfí Lluís II (futur Lluís XI de França) que va millorar la situació financera però el va governar com a sobirà absolut. El 1461 al pujar al tron va sortir i no hi va tornar mai més.

## Llista de senyor, comtes i delfins

### Senyors
- Rostany I, senyor del sud del Viennois, c. 830-844
- Rostany II, Senyor d'Annonay ? (fill)
- Guigó I, senyor d'Annonay ?-940 (fill)
- Guigó II, senyor de Vion vers 940-960 (fill)
- Guigó III, senyor de Vion vers 960-996 (fill)
- Delfí I, comte de Gresivaudan vers 1000
- Delfina, filla, es casa vers 1025 amb Guigó el Gros

### Comtes d'Albon
- Nota: la primera numeració és com a comtes (a partir del III comtes d'Albon) i la segona pel total de Guigons:

- Guigó I (Guigó IV), comte d'Albon i Grenoble 996-1009 (fill)
- Guigó II (Guigó V el Gros), comte d'Albon i de Grenoble (Guigo II d'Albon) 1009-1029 (fill)
- Guigo III (Guigó VI el Vell o Vetus), comte d'Albon, Grenoble i Gresivaudan 1029-1063 (fill), primer delfí d'Albon (casat en segones noces amb Agnes, filla de Ramon Berenguer I, comte de Barcelona; en primeres estava casat amb Adelaida de Royans)
- Guigó IV (Guigó VII el Gras o Pinguis), comte d'Albon, Grenoble i Gresivaudan 1063- després de 1075 (fill de la primera dona);

el seu germanastre (fill de la segona dona) Guigó Ramon es va casar amb Ida Ramona hereva de Lió i Forez i fou Guigó I de Forez.
- Guigó VIII el Jove (Guigó IV) Comte d'Albon i Grenoble, després de 1075-1133 (fill) casat amb Matilde.
- Guigó V (o Guigó VIII el Jove), comte d'Albon, Grenoble i Gresivaudan, després de 1075-1133 (fill) casat amb Matilde.
- Posteriorment porten el títol de delfins de Vienne o Viena o delfins del Viennois o Vienès i el títol de comtes d'Albon deixa d'utilitzar-se.

### Delfins del Vienès
- Nota: la primera numeració és conforme al títol de delfí i la segona pel total de Guigons:

#### Casa d'Albon
- Guigó I el Vell (Guigo VI) 1029-1063 comte d'Albon i de Grenoble i delfí i d'Albon
- Guigó II el Gras (Guigó VII), 1063-1075, comte d'Albon i Grenoble i delfí de Vienne
- Guigó III el Jove (Guigó VIII), 1075-1133, comte d'Albon i Grenoble i delfí de Vienne
- Guigó IV (Guigó IX) primer delfí del Delfinat de Viena 1133-1142
- Guigó V (Guigó X) 1142-1162
- Beatriu 1162-1228
- Alberic Tallaferro comte de Sant Geli 1163-1180
- Hug III de Borgonya (Hug III duc de Borgonya) 1183-1192
- Hug de Coligny, senyor de Coligny 1202-1228

#### Casa de Borgonya
- Guigó VI (Guigó XI) 1228-1237 (conegut com a Andreu I Delfí, ja que el seu nom real era Andreu; apareix també (per historiadors posteriors) com Andreu Guigó VI de Viena o Guigó VI Andreu del Vienès
- Guigó VII (Guigó XII) 1237-1269
- Joan I 1269-1281
- Anna 1281-1296
- Humbert I de la Tour du Pin 1281-1307

#### Casa de la Tour du Pin
- Joan II 1296-1319
- Guigó VIII (Guigó XIII) 1319-1333
- Humbert II 1333-1349

#### Hereus de França
- Nota: En els períodes de vacant. el Delfinat formava part dels dominis de la corona

- Carles I (Carles V de França 1364-80) 1349-1364
- Vacant 1364-1368
- Carles II (Carles VI de França 1380-1422) 1368-1380
- Vacant 1380-1386
- Carles III 1386
- Vacant 1386-1392
- Carles IV 1392-1393 (+1401)
- Lluís I 1393-1415
- Joan III 1415-1416
- Carles V (Carles VII de França 1422-1461) 1416-1423
- Lluís II (Lluís XI de França 1461-83) 1423-1461
- Vacant 1461-1470
- Carles VI (Carles VIII de França 1483-98) 1470-1483
- Vacant 1483-1492
- Carles VII 1492-1495
- Carles VIII (carles de França) 1496 (+1496 abans d'un mes de néixer)
- Francesc I (Francesc de França) 1497 (+1497)
- Vacant 1498-1518
- Francesc II 1518-1536
- Enric I (Enric II de França 1547-1559) 1536-1547
- Francesc III (Francesc II de França 1559-1560) 1547-1559
- Vacant 1559-1601
- Lluís III (Lluís XIII de França 1610-1643) 1601-1610
- Vacant 1610-1638
- Lluís Deudonat (Lluís XIV de França 1643-1715) 1638-1643
- Vacant 1643-1661
- Lluís IV el Gran Delfí 1661-1711
- Lluís V el Petit Delfí t 1711-1712
- Lluís VI (Lluís XV de França 1712-1774) 1712-1715
- Vacant 1715-1729
- Lluís VII 1729-1765
- Lluís VIII August (Lluís XVI de França 1774-1792) 1765-1774
- Lluís IX 1781-1789
- Lluís X (Lluís XVII de França, rei titular 1792-1795) 1789-1793
- Lluís Antoni (titulat rei de França 1836-1844), delfí nominal 1824-1830

## Nota
1. ↑  apareix també com Andreu Guiu VI de Viene, però el nom correcte hauria de ser Guigó VI Andreu de Vienne